# Yaguara
Yaguara é um município da Colômbia, localizado no departamento de Huila.